# Besuki (Jabon)
Besuki is een bestuurslaag in het regentschap Sidoarjo van de provincie Oost-Java, Indonesië. Besuki telt 2712 inwoners (volkstelling 2010).